# Malbork (Landgemeinde)
Die Gmina wiejska Malbork ist eine Landgemeinde in der polnischen Woiwodschaft Pommern und im Powiat Malborski (Landkreis). Sitz der Landgemeinde ist die Stadt Malbork (deutsch Marienburg), die dem Kreis, aber nicht der Gemeinde angehört. Die Gmina hat eine Fläche von 100,9 km² und 4858 Einwohner (Stand 31. Dezember 2020).

## Geographie

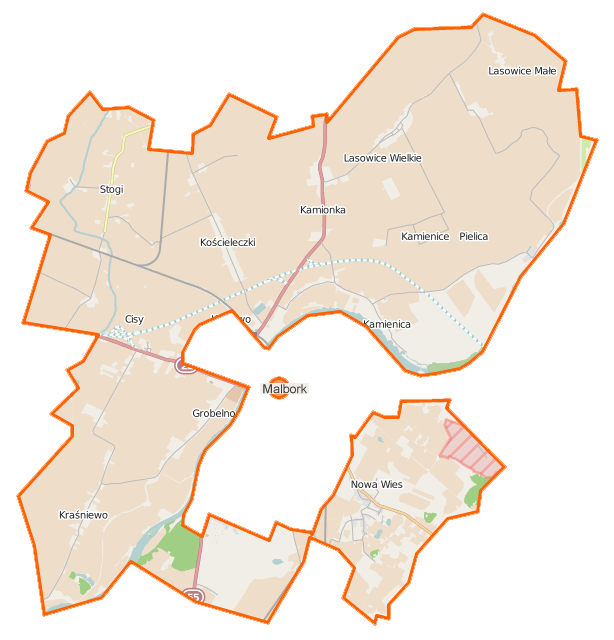
Karte der Landgemeinde Malbork

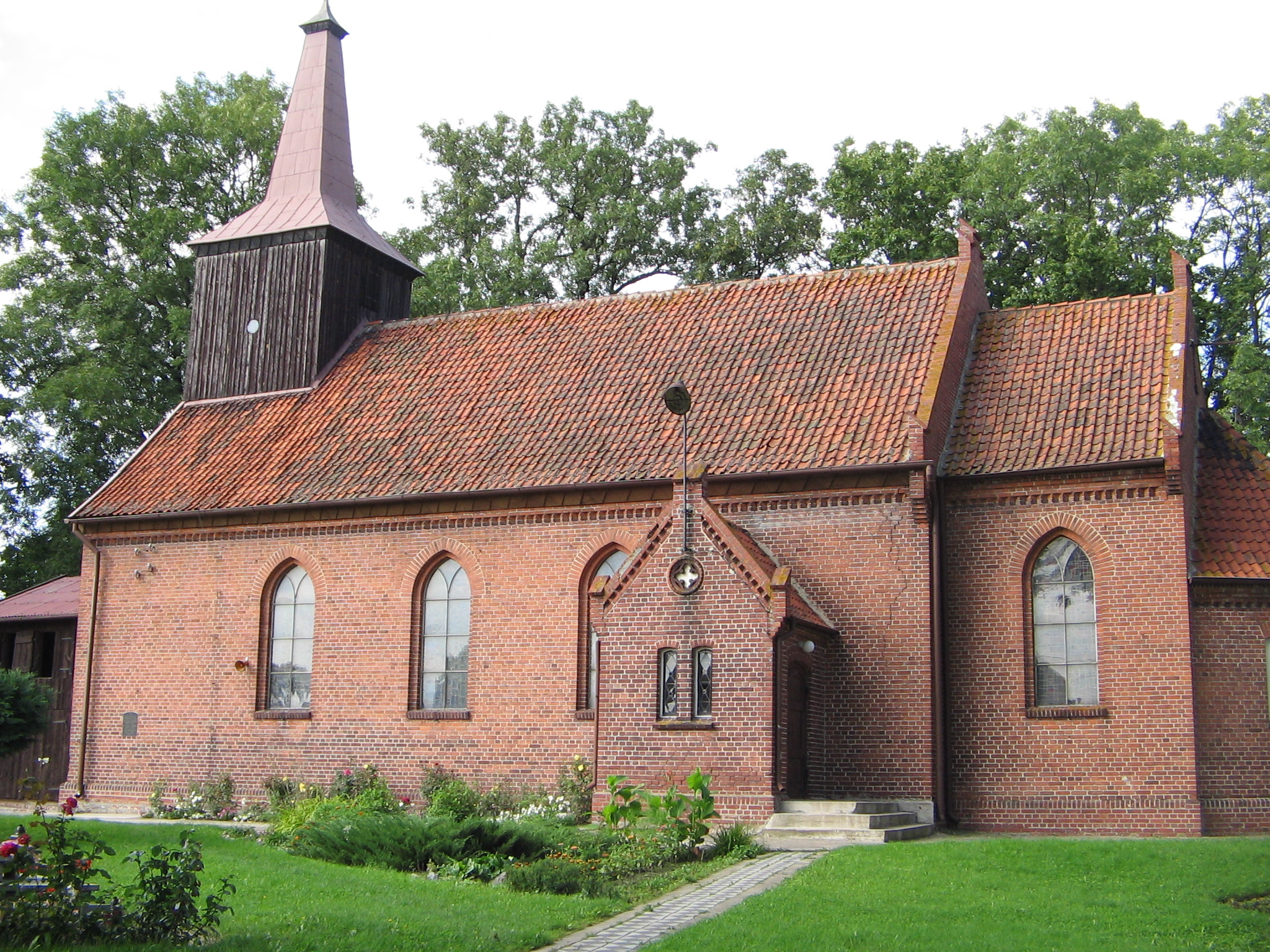
Kirche von Lesewitz

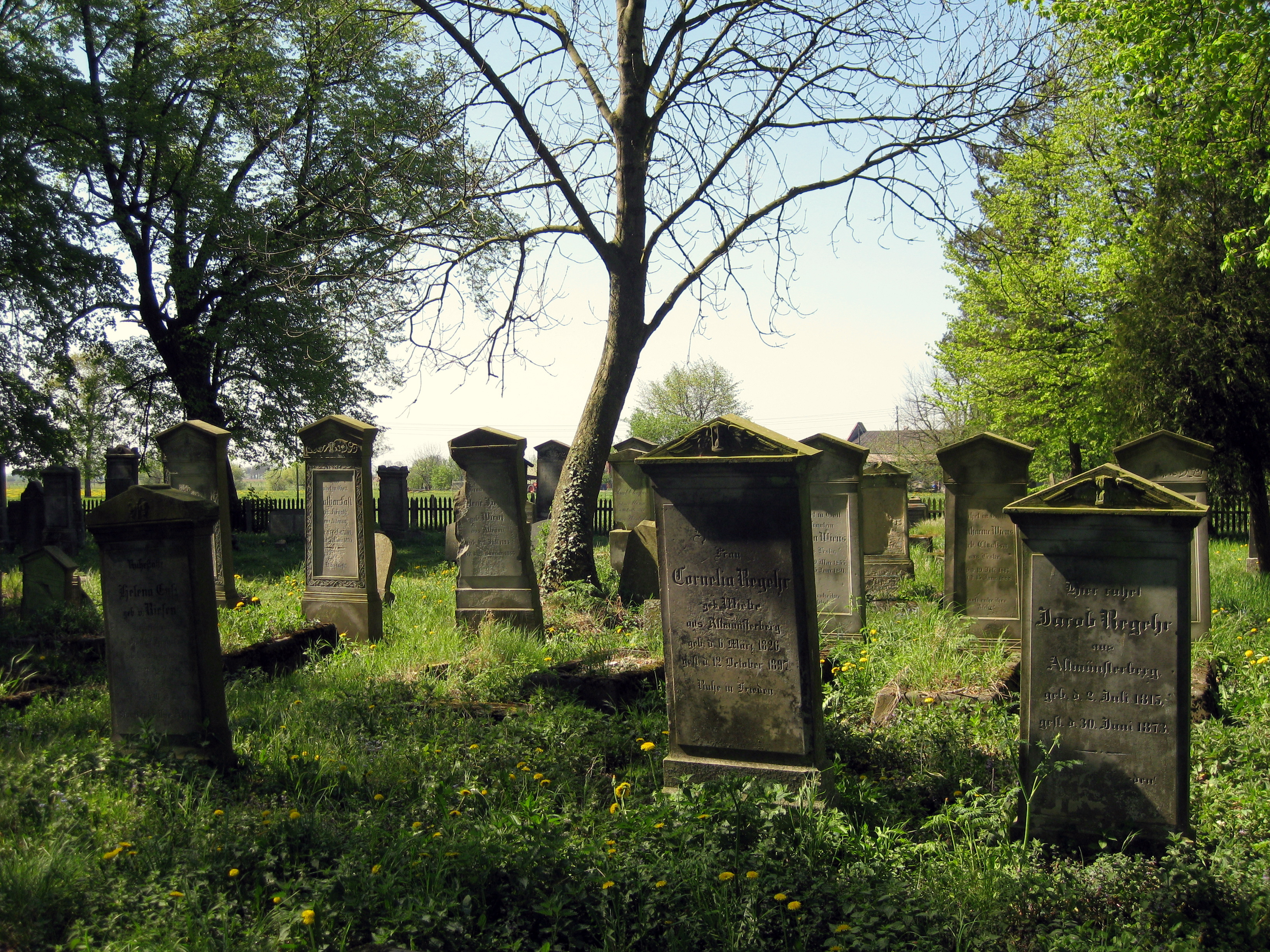
Mennonitischer Friedhof in Heubuden

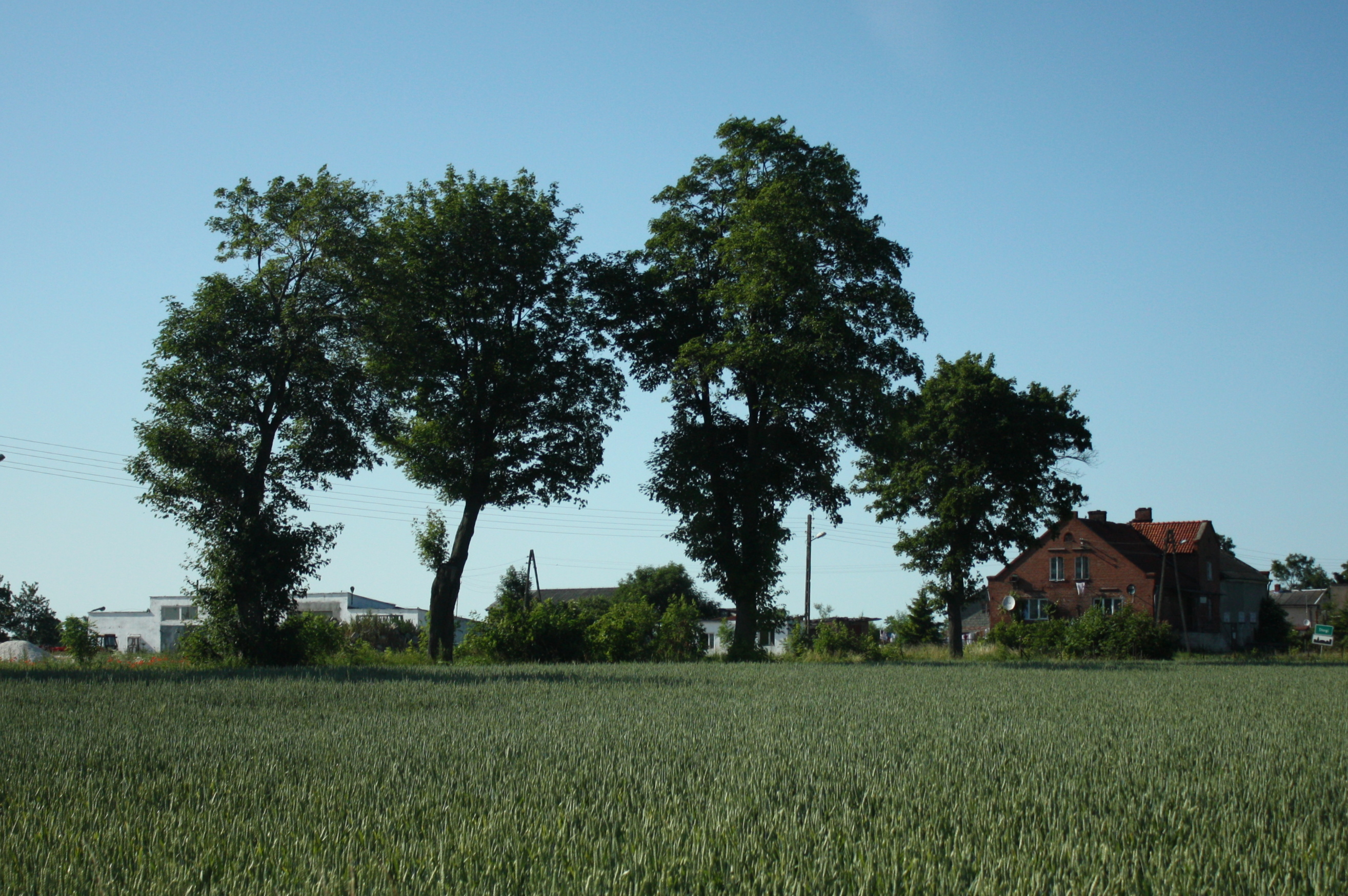
Bei Heubuden

Die Landgemeinde umfasst die Stadt Malbork fast vollständig. Nachbargemeinden und -orte sind: Lichnowy, Malbork, Miłoradz, Nowy Staw, Stare Pole, Stary Targ und Sztum.

## Gemeindegliederung
Zur Gemeinde gehören die folgenden Ortschaften die 18 Schulzenämter (sołectwo) bilden, weitere Ortschaften und Siedlungen ohne Schulzenamt sind Siedlung Cisy, Czerwone Stogi, Gajewo, Gajewo Trzecie, Kamienice, Kapustowo, Lipowiec (Lipki) und Szawałd (Sadowo).
| polnischer Name            | deutscher Name (bis 1945)      |
| -------------------------- | ------------------------------ |
| Cisy                       | Stadtfelde                     |
| Czerwone Stogi             |                                |
| Gajewo                     |                                |
| Grajewo Trzecie            |                                |
| Grobelno                   | Dammfelde                      |
| Kałdowo                    | Kalthof                        |
| Kamienica                  |                                |
| Kamienice                  | Blumstein                      |
| Kamionka                   | Kaminke                        |
| Kościeleczki               | Koszelitzke (1887–1945 Warnau) |
| Kraśniewo                  | Schönau                        |
| Lasowice Małe              | Klein Lesewitz                 |
| Lasowice Wielkie           | Groß Lesewitz                  |
| Lasowice Wielkie Agro Lawi | Groß Lesewitz Feld             |
| Lipowiec                   | Lindenwald                     |
| Nowa Wieś Malborska        | Tessensdorf                    |
| Krzyzanowo                 | Notzendorf                     |
| Pielica                    | Herrenhagen                    |
| Sadowo Pierwsze            |                                |
| Stogi                      | Heubuden                       |
| Szawałd                    | Schadwalde                     |
| Tragamin                   | Tragheim                       |
| Wielbark 1                 | Willenberg                     |

## Persönlichkeiten
- Robert Bredow (* 1885 in Heubuden; † nach 1946), Gewerkschafter und Politiker der SPD
- Irmgard Furchner (* 1925 in Kalthof; † 2025), Sekretärin im Konzentrationslager Stutthof, verurteilt im Jahr 2022 wegen Beihilfe zum Mord in 10.505 Fällen.